# Királyok völgye 39

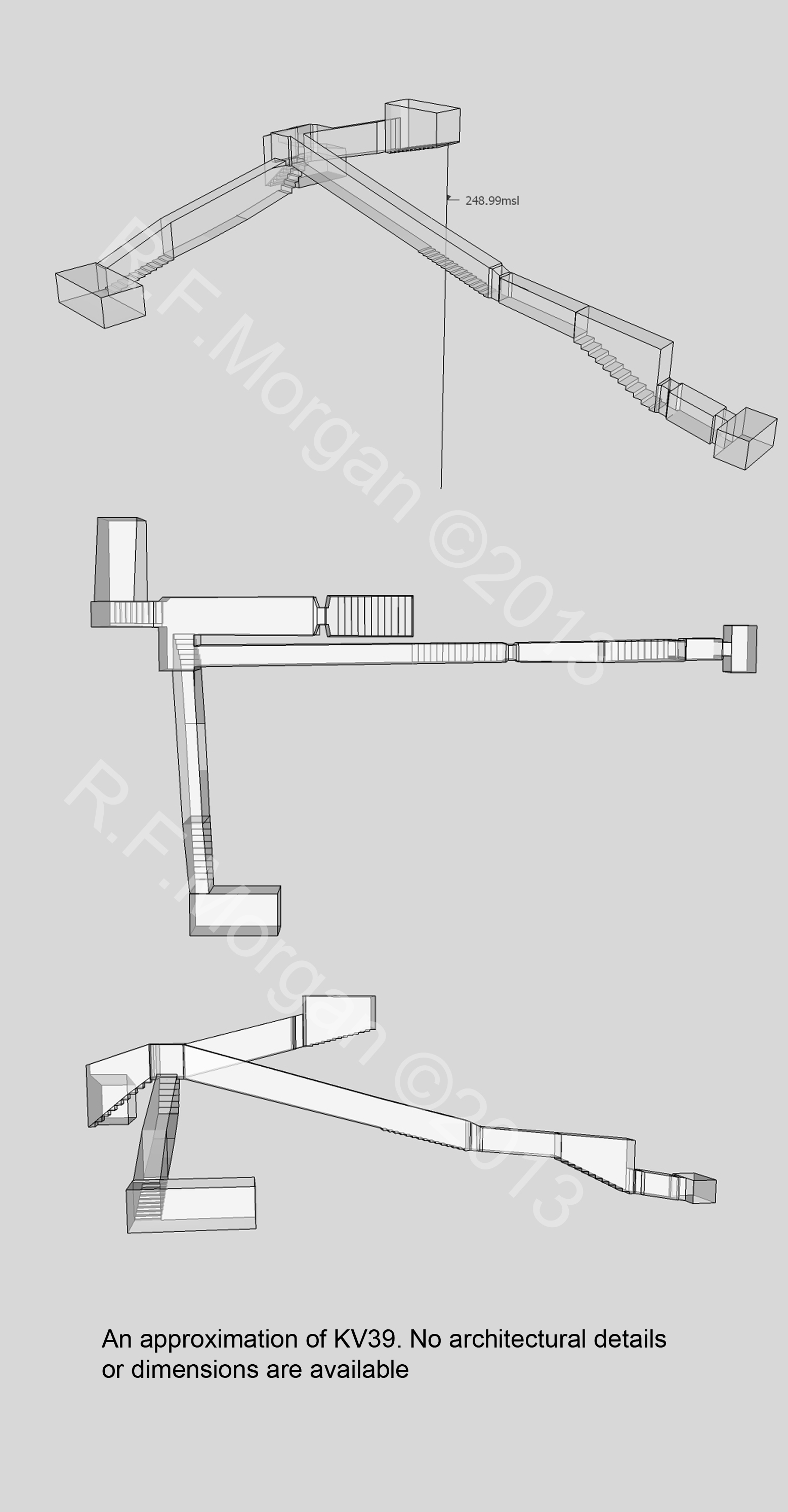
A sír izometrikus képe, alaprajza és oldalnézeti metszete egy 3D-modell alapján

A Királyok völgye 39 (KV39) egy egyiptomi sír a Királyok völgye keleti völgyében. Magasan a sziklák közt fekszik, a többi sírtól távol, egy kis vádiban, ami az El-Kurn keleti oldalán található. Lehetséges, hogy ez a XVIII. dinasztiához tartozó I. Amenhotep sírja. A sírt Victor Loret tárta fel 1899-ben; az ő két munkása, Makariosz és Andraosz fedezte fel.

## Leírása
A sírnak nemcsak elhelyezkedése, hanem alaprajza is szokatlan. A bejárati lépcső lejtős folyosóban folytatódik, amely az aljában bal felé elkanyarodik. Ebből a helyiségből a bejárati folyosóval szemben téglalap alaprajzú helyiség nyílik, melynek déli oldalát a bejárati folyosóval azonos tengelyen lévő, lefelé vezető lépcső foglalja el.
A bejárati lépcső aljából szokatlan módon két, egymással derékszöget bezáró, lejtős folyosó indul ki, az egyik balra, a másik pedig a bejárati folyosóval párhuzamosan. Előbbi a rövidebb; lépcsővel indul, durván kivájt, lejtős folyosóban és újabb lépcsőben folytatódik, majd egy négyszögletes sírkamrában ér véget, melynek padlójába mélyedést vájtak. Az ehhez hasonló, a szarkofág számára kialakított, majd kőlapokkal fedett mélyedés inkább az újbirodalom előtti sírokra volt jellemző. A második, hosszabb folyosó, amely a bejárati folyosóval párhuzamosan halad, de annál jóval hosszabb, lépcsőben, majd újabb folyosóban és újabb lépcsőben folytatódik. Ez után igen rövid folyosó, majd alacsony mennyezetű, négyszögletes sírkamra következik. A sír teljes területe 210.05 m².
Valószínű, hogy a sír három szakaszban épült. Eleinte szokványos alaprajzú királysírnak tervezhették, a bejárati lépcső, folyosó és az ezekkel egy tengelyen lévő kamra készülhetett el elsőnek. Ezután ebben az irányban félbehagyták a munkát és belekezdtek a másik két folyosó kivájásába; nem tudni, a kettő közül melyik készült el hamarabb. A sír fentebb fekvő részeit rossz minőségű agyagpalába, lentebbi részeit jobb minőségű mészkőbe vájták; az 1994-es áradás a sírt majdnem a bejárati lépcső aljában lévő helyiségig megtöltötte törmelékkel.
1991-94 közt John Rose tárta fel a sírt. Az 1350 zsáknyi leletből cseréptöredékek, fakoporsók darabjai, textilmaradványok, fémdarabok és növényi maradványok mellett legalább kilenc személy csontjai kerültek elő, egyes tárgyakon I. Thotmesz, II. Amenhotep és talán II. Thotmesz neve szerepelt. 2001-02-ben Ian Buckley ásatott itt, és korrigálta az addig ismert, vázlatos alaprajzot, valamint cseréptöredékeket is összegyűjtött.
Arthur Weigall is járt a sírban, amelyben ekkor még látható volt a díszítés némi nyoma, Rose ásatása idejére viszont már eltűnt. Weigall annak alapján feltételezte, hogy a sír I. Amenhotepé, hogy az Abbott-papiruszon említett sír elhelyezkedésének leírása ráillik a KV39-re. Korábban az AN B sírról feltételezték, hogy Amenhotep sírja.

## Az Abbott-papirusz és I. Amenhotep sírja
Az Abbott-papirusz egy IX. Ramszesz idején íródott, sírrablásokról beszámoló dokumentum, amely említi I. Amenhotep sírját. A papiruszon leírtak szerint a sírt megvizsgálták és érintetlennek találták.
„Dzseszerkaré király – élet, üdv, egészség –, Ré fia, Amenhotep – élet, üdv, egészség – örök horizontja, amely 120 könyök mély felépítményétől számítva, melynek neve „A magaslat”, északra a Kert Amenhotepje – élet, üdv, egészség – házától, mellyel kapcsolatban Paszer, a város polgármestere jelentette Haemuaszetnek, a város kormányzójának, a vezírnek, (…) a hatalmas nemeseknek, hogy »a tolvajok betörtek oda«, a mai napon megvizsgáltatott, és úgy találták, nem zavarták meg tolvajok.”
Carter, aki 1914-ben a Dirá Abu el-Naga-i AN B jelű sírt tárta fel, úgy vélte, az AN B lehetett a papiruszon említett sír, mert mikor megmérte a sír méreteit, kijött neki a 120 könyök (bár ebbe beleszámította a sírba vájt akna két oldalát is). Feltételezését támogatta, hogy I. Amenhotepnek és anyjának, akiket később a thébai nekropolisz védelmezőinek tartottak, a halotti temploma is közös a sír alatti síkságon, a megművelt terület szélén (ez lehetett a „kert”). Erre a templomra utalhatott „a kert Amenhotepjének a háza”. Černý azonban úgy vélte, hogy „a kert Amenhotepjének a háza” valószínűleg I. Amenhotep Dejr el-Bahariban épült, mára elpusztult templomával azonos. Tekintve, hogy a papirusz azt írja, a király sírja ettől a templomtól északra található, Černý azt a következtetést vonta le, hogy nem azonos az AN B sírral, és még felfedezésre vár. Carter azt a hibát követte el, hogy a 120 könyök hosszról úgy vélte, a sír belső méreteit jelöli – mivel azonban a papirusz tanúsága szerint a sírt érintetlenül találták, belső méretei nem lehettek ismertek a dokumentum szerzője számára. Amennyiben Amenhotep sírja mégis az AN B, úgy a papiruszban szereplő, azonosítatlan jelentésű ahai szó, amely Weigall szerint a KV39 sír közelében lévő munkáskunyhókat jelöli, utalhat az AN B sír közelében lévő, Carter térképvázlatán szereplő kőhalomra is, melynek funkciója nem ismert, de szolgálhatott tájékozódási pontként, és körülbelül ugyanekkora távolságra van a sírtól.

## Külső hivatkozások
- Theban Mapping Project: KV39